# Roloway
De roloway (Cercopithecus roloway) is een apensoort uit het geslacht echte meerkatten (Cercopithecus). De wetenschappelijke naam van de soort werd voor het eerst geldig gepubliceerd door Johann Christian von Schreber in 1774. Voorheen werd de roloway als ondersoort van de dianameerkat (Cercopithecus diana) gezien, maar sinds 2005 wordt de roloway als zelfstandige soort beschouwd.

## Beschrijving

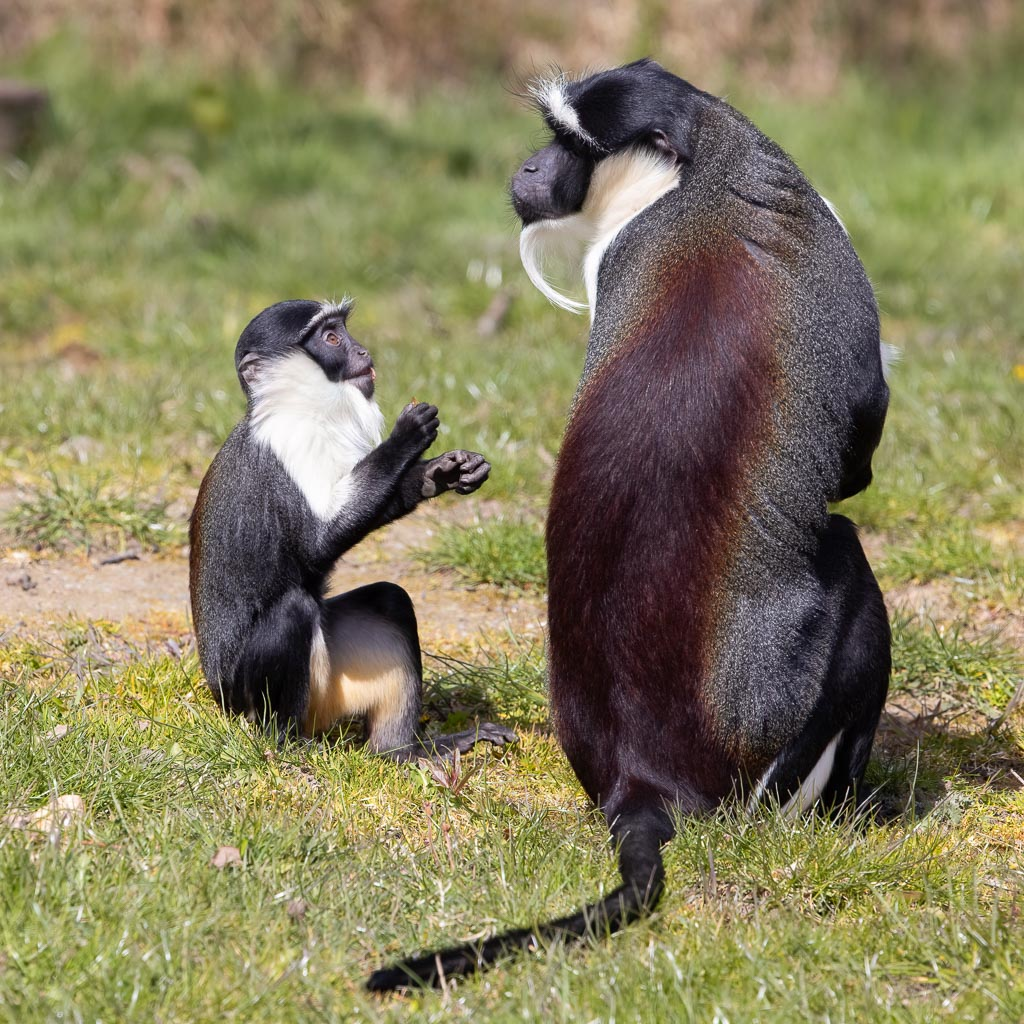
Een volwassen en een jonge roloway

De roloway is de grootste van de 26 soorten uit het geslacht echte meerkatten (Cercopithecus). De roloway lijkt van deze 26 soorten het meest op de dianameerkat. De soort heeft een donkere vacht over het grootste gedeelte van zijn lichaam, met een donkerbruin-roodachtige vlek op de onderrug. De roloway heeft een prominente witte baard onder zijn zwarte kin en boven de ogen loopt een streep witte vacht. De witte vacht van de baard loopt door tot de borst en schouders, die het zwarte gezicht benadrukken. Aan de buitenkant van de dijen loopt ook een witte streep, terwijl de binnenkant van de dij verschillende kleurtinten kan hebben: van wit/geel tot rood/bruin. 
Roloway meerkatten hebben een staart die langer is dan de rest van het lichaam. Er zijn niet veel metingen gedaan voor de lengte van de roloway, maar door analyse en vergelijking met de dianameerkat wordt de lichaamslengte geschat op 40 tot 55 cm en de staartlengte wordt geschat op 50 tot 75 cm lang. Mannetjes kunnen tot wel 5 kg wegen, terwijl vrouwtjes tot 2,5 kg wegen. De levensduur van de roloway is vergelijkbaar met die van andere primaten, variërend van 20 tot 30 jaar.

## Verspreiding en leefgebied
De roloway komt voor in een klein gebied van het zuidoosten van Ivoorkust en het zuidwesten van Ghana. De apen leven in de boomkronen van de tropische regenwouden in het laagland van West-Afrika, inclusief galerijbossen. Ze leven alleen in afgelegen oerbossen die weinig invloed van mensen hebben gehad. De roloway is een apensoort die zich veel verstopt in de begroeiing, wat het voor wetenschappers ook lastig maakt om de soort te bestuderen.  

## Bedreiging
De soort wordt bedreigd door de jacht en door verlies van habitat.  

## In dierentuinen

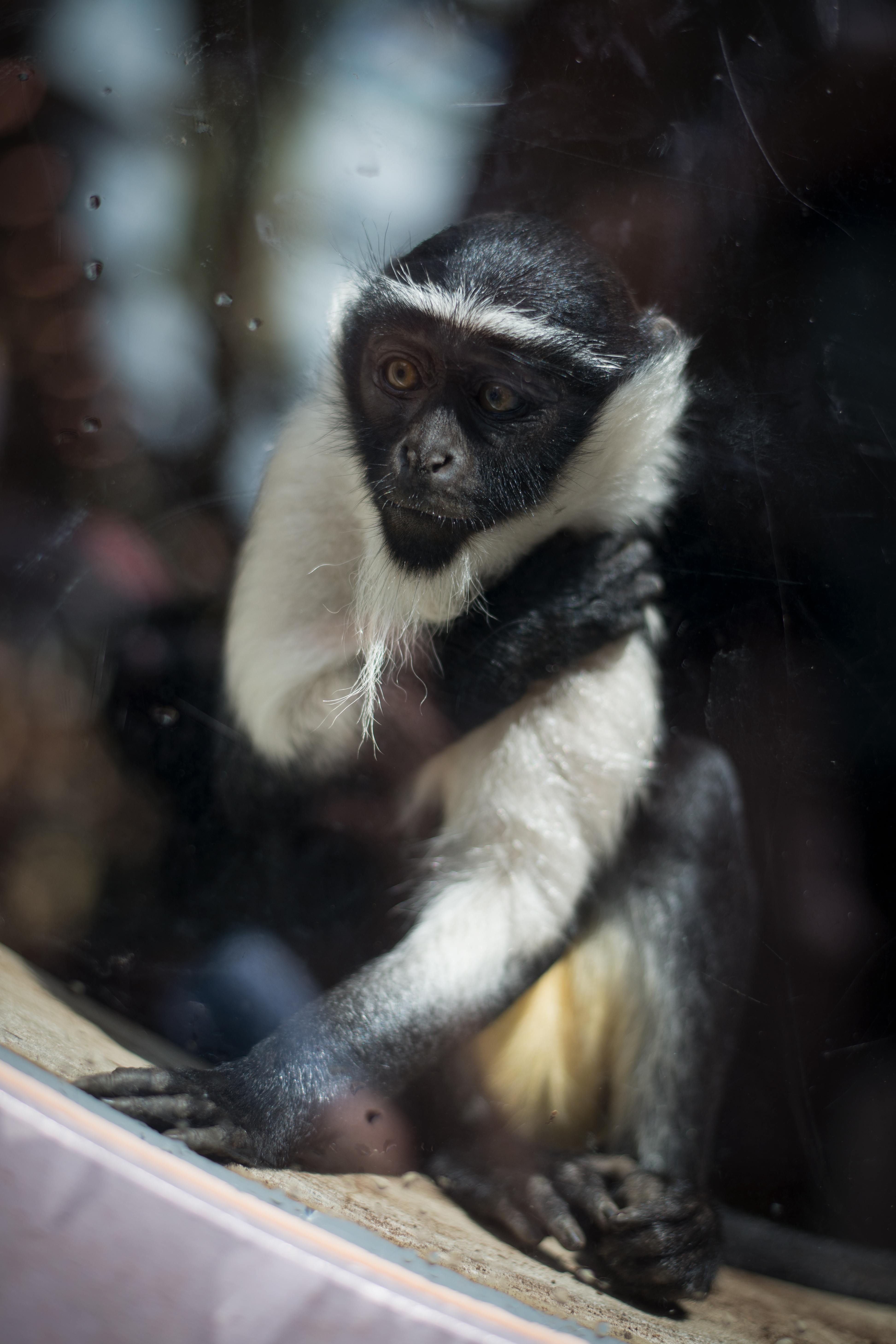
Roloway in Ouwehands

De roloway werd in Nederland gehouden in Artis, Diergaarde Blijdorp, Ouwehands Dierenpark, Dierenpark Wassenaar en het Tilburgs dierenpark. Tegenwoordig wordt de soort wel elders in Europa gehouden, onder andere in Tierpark Berlin, Zoo Duisburg, CERZA en Chester Zoo.